# خسرک
خسرک یک روستا در ایران است که در دهستان باقران واقع شده‌است. خسرک ۱۸ نفر جمعیت دارد.